# Il generale dorme in piedi
Il generale dorme in piedi è un film italiano del 1972 diretto da Francesco Massaro.

## Trama
Il colonnello dell'esercito Umberto Leone, ufficiale medico veterinario integerrimo e solerte, soffre d'un problema per lui assai grave: quando dorme supino è infatti preda d'incubi agitatissimi in cui, quasi come se fosse tutt'altra persona, si ritrova ad inveire nel sonno incendiarie frasi anarchiche ed antimilitariste, per cui, proprio per poter mantenere un certo decoro, è costretto a dormire sempre in piedi.
Giunto oramai alla soglia della pensione, dopo una serie di mancate promozioni, che attribuisce al fatto di avere un fratello anarchico, viene trasferito alla "Scuola di Sanità Militare" di Firenze (ma le riprese vennero effettuate presso la Villa del Casale di San Pio V a Roma).
A questo punto il colonnello, dopo che un suo amico-nemico è promosso al grado di generale, decide di scrivere un libro sulla propria carriera nell'esercito, rivelando le innumerevoli contraddizioni dell'esercito durante il periodo di guerra. Questo documento causa l'allarme dei superiori, che volendo evitarne la pubblicazione, che causerebbe loro un grave danno d'immagine, propongono all'ufficiale uno scambio: la desiderata promozione in cambio del silenzio.
Un alto generale fa notare al colonnello, medico veterinario, che per ottenere la promozione deve provvedere a prendere al più presto la laurea in medicina: l'uomo ribatte che la sua promozione sarebbe più che meritata poiché i suoi superiori, fin dall'inizio della sua carriera, gli hanno sempre consentito di operare e curare migliaia di soldati, pur non avendone titolo.

## Curiosità
- In una scena del film si accenna alla preparazione di un colpo di Stato militare, che nella realtà era stato pianificato per il 1964 e doveva essere definito Piano Solo; lo stesso tema verrà riproposto l'anno dopo in un altro film con Ugo Tognazzi per protagonista, Vogliamo i colonnelli di Mario Monicelli, vagamente ispirato all'allora recentemente sventato Golpe Borghese.

- Il cantautore e regista Paolo Pietrangeli è stato l'aiuto regista del film.